# 보 웨버

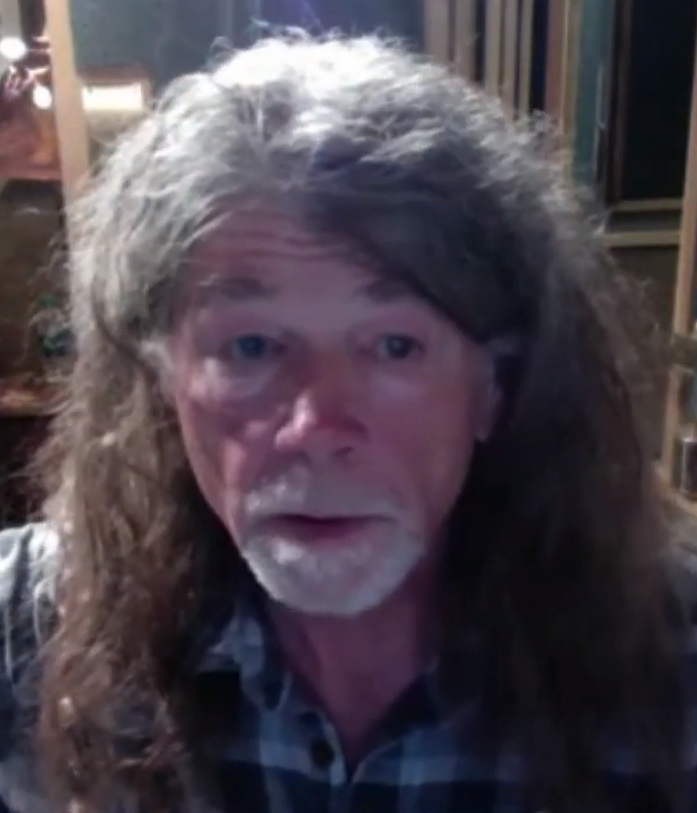

보 웨버(Beau Weaver, 1963년 10월 19일 ~ )는 미국의 배우, 성우이다.
털사에서 태어났다.

## 영화
- 아메리칸 로거스 (2009년) - 나레이터 역
- 더 스페셜스 (2000년)
- 실버 서퍼 (1998년)
- 백색지대 (1996년)
- 리틀 네모 (1989년)
- 슈퍼맨 - 88년 만화영화 시리즈 (1988년) - 클락 켄트/슈퍼맨 목소리 역
- 트랜스포머 - 시리즈 (1984년)